# Fundación del Nuevo Cine Latinoamericano
Die Fundación del Nuevo Cine Latinoamericano ist eine private gemeinnützige kulturelle Institution und eine eigene juristische Person. Sie wurde mit dem Ziel gegründet, zur Entwicklung und Integration des lateinamerikanischen Kinos beizutragen und ein gemeinsames audiovisuelles Universum zu schaffen. Überdies soll an der Befreiung und Sicherung der kulturellen Identität Lateinamerikas und der Karibik mitgearbeitet werden. Sie wurde am 4. Dezember 1985 von dem Comité de Cineastas de América Latina (C-CAL) gegründet und vereinigt Cineasten aus 18 Ländern. Ihr Präsident war bis zu seinem Tod 2014 der kolumbianische Schriftsteller Gabriel García Márquez. Sitz der Stiftung ist Havanna, Kuba.
1986 gründete die Stiftung die Escuela Internacional de Cine y Televisión.

## Aufsichtsrat
- Präsident: Gabriel García Márquez († 2014)

- Argentinien: David Blaustein, Fernando Birri
- Bolivien:Jorge Sanjinés
- Brasilien: Wolney Oliveira, Geraldo Sarno, Nelson Pereira dos Santos, Orlando Senna, Silvio Tendler
- Chile:	Miguel Littín, Pedro Chaskel, Sergio Trabucco
- Dominikanische Republik: Franklyn Hernández
- Ecuador: Ulises Estrella
- Guatemala: Rafael Rosal
- Kolumbien: Carlos Álvarez, Lisandro Duque
- Kuba: Alfredo Guevara († 2013), Daniel Díaz Torres († 2013), Julio García Espinosa, Manuel Pérez Paredes
- Mexiko: Jorge Sánchez, Paul Leduc
- Nicaragua: Ramiro Lacayo
- Spanien: Manuel Pérez Estremera
- Panama: Pedro Rivera
- Peru: Alberto "Chicho" Durant, Nora de Izcue, Rosa Rodríguez
- Puerto Rico: Ana María García
- Uruguay: Nelson Wainstein, Walter Achugar
- Venezuela: Edmundo Aray, Tarik Souki
- Vereinigte Staaten von Amerika: Jesús Salvador Treviño